# Studebaker-Packard Corporation
Studebaker-Packard Corporation skapades när Packard köpte Studebaker 1954.
Företagen hoppades kunna dra nytta av varandra: Studebaker genom Packards starka ekonomi och Packard genom Studebakers utbyggda återförsäljarnät. I början var idén att dessa företag sedan skulle gå samman med Nash-Kelvinator och Hudson Motor Car Company för att bilda American Motors Corporation. Planerna, som skulle inneburit att man gick om Chrysler i storlek, blev aldrig av.
Studebaker hade stora ekonomiska problem och omstruktureringar ledde fram till att man lade ner märket Packard 1958. Studebaker försökte nu klara krisen och 1962 blev företagets namn Studebaker Corporation. Studebaker lade ner sin tillverkning 1964. 